# Pompeo Pozzi

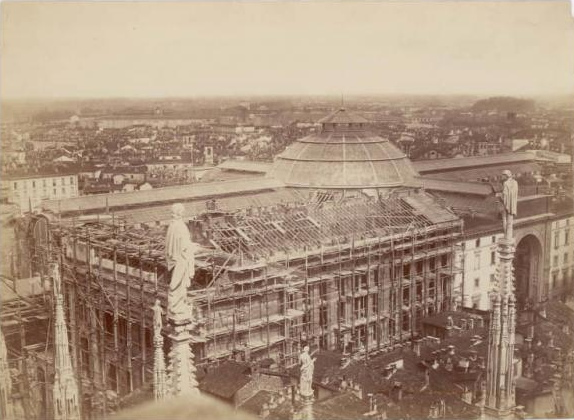
Stavba Palazzo Haas (nyní Galerie Viktora Emanuela II., 1870–1873

Pompeo Pozzi (1817 Milán – 1890) byl italský malíř, ale nejznámější je svými fotografiemi.

## Životopis
Pozzi studoval na umělecké akademii Brera a byl obyvatelem Milána. Maloval hlavně alpské krajiny a mořské krajiny. Malíř Luigi Sacchi v roce 1859 začal vydávat časopis o umění a fotografii s názvem L Artista z Pozziho ateliéru. Mnoho Pozziho fotografií je nyní ve Francouzské národní knihovně a École Nationale Supérieure des Beaux-Arts v Paříži.

## Galerie

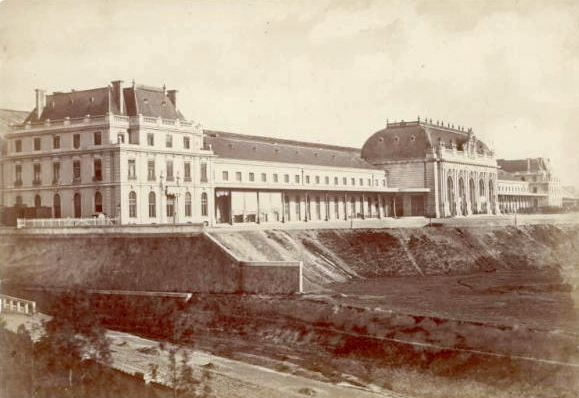
Milan Stazione Centrale po roce 1864
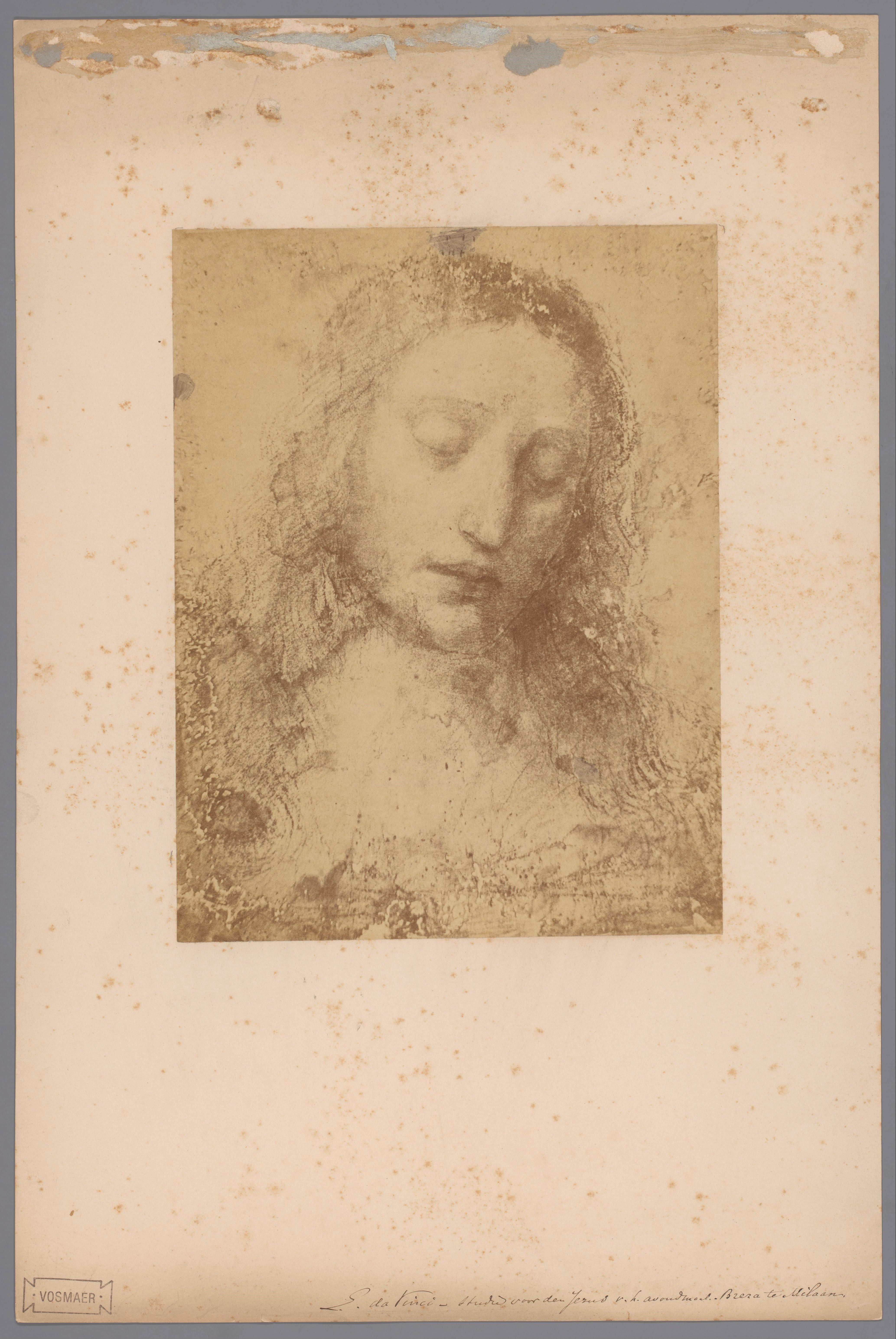
Fotografická reprodukce Hoofd van Jezus (voorstudie voor fresco Het laatste Avondmaal) Leonarda da Vinci
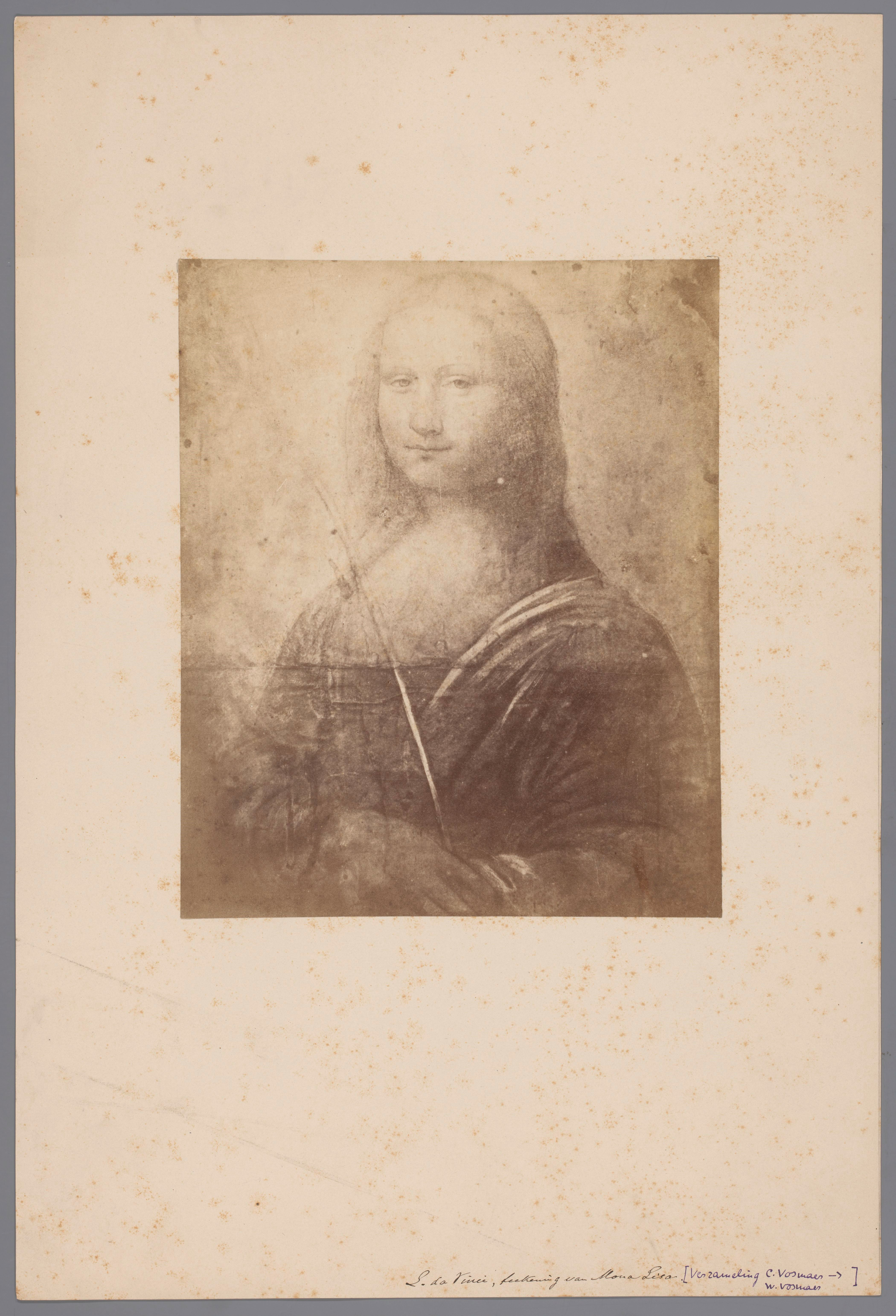
Fotografická reprodukce obrazu Mona Lisa Leonarda da Vinci
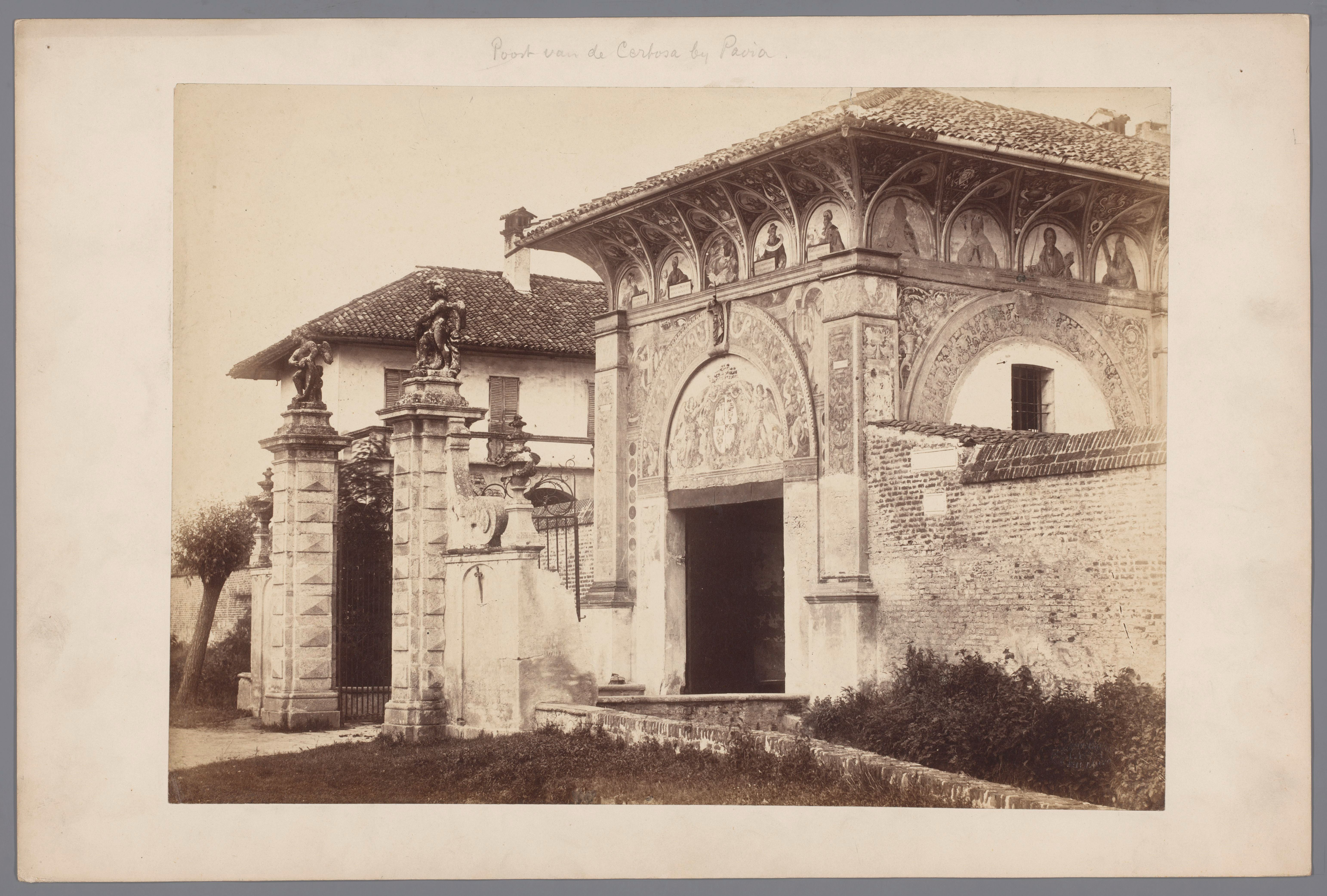
Poort van het Certosa di Pavia
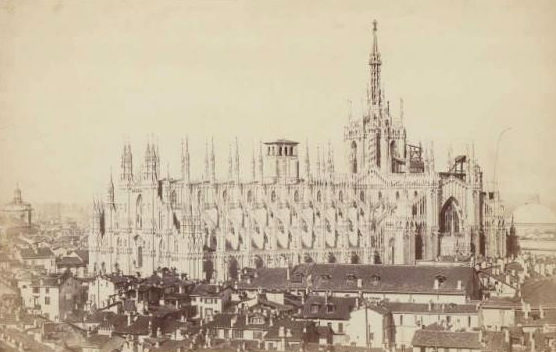
Milano, Duomo (před rokem 1866)
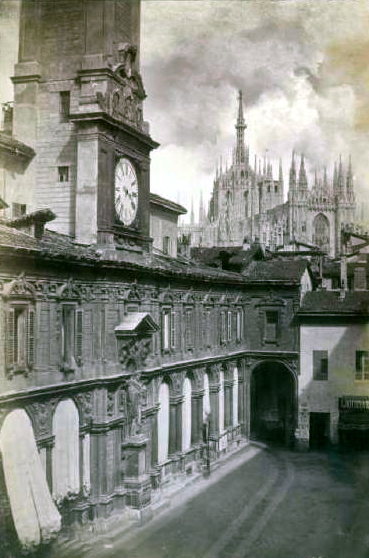
Milano, Palazzo dei Giureconsulti col passaggio Santa Margherita (před rokem 1865)
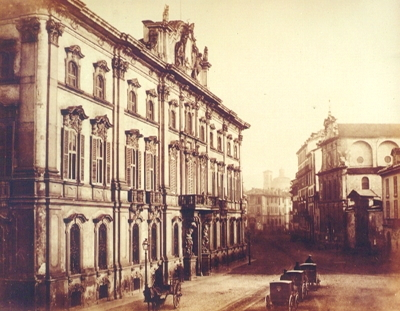
Milano, Palazzo Litta verso il 1870
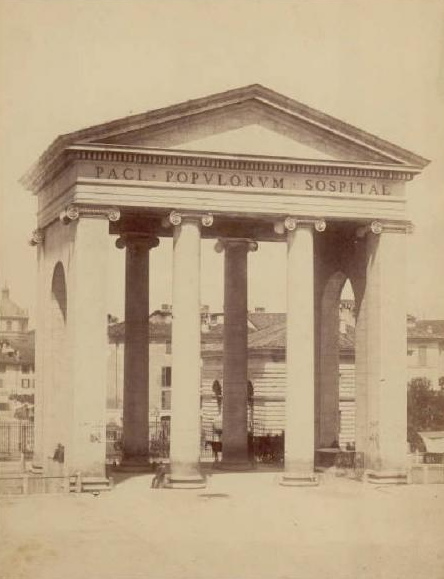
Milano, Porta Ticinese (před rokem 1880)
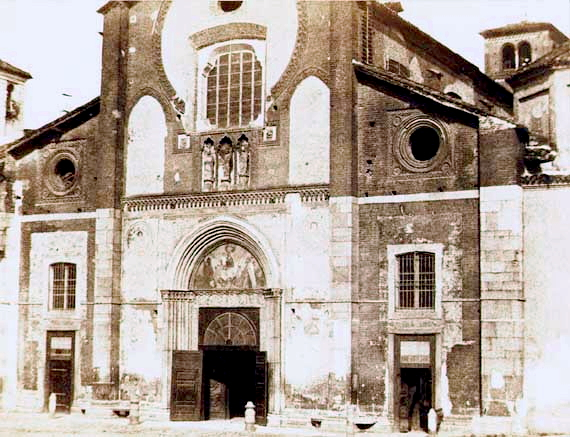
Milano, Chiesa di San Marco (1850–1860)
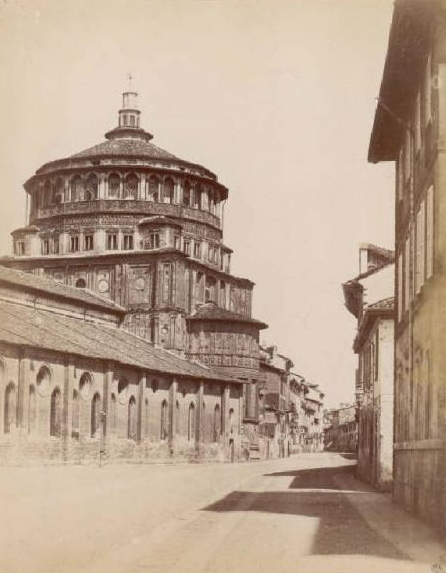
Milano, Santa Maria delle Grazie (před rokem 1868)